# Sompt
Sompt är en kommun i departementet Deux-Sèvres i regionen Nouvelle-Aquitaine i västra Frankrike. Kommunen ligger i kantonen Melle som tillhör arrondissementet Niort. År 2018 hade Sompt 359 invånare.

## Befolkningsutveckling
Antalet invånare i kommunen Sompt
| Referens: INSEE |